# جرمایه بیشاپ
جرمایه بیشاپ (انگلیسی: Jeremiah Bishop؛ زادهٔ ۹ مارس ۱۹۷۶) دوچرخه‌سوار اهل ایالات متحده آمریکا است.
وی در مسابقات کشوری و بین‌المللی در مجموع برندهٔ ۱ مدال طلا، ۱ مدال برنز شده است.